# 卡格列肽
卡格列肽（Cagrilintide）是胰淀粉样多肽/降钙素受体双激动剂，可用来治疗肥胖症和II型糖尿病。

## 研究
卡格列肽（4.5mg）和司美格鲁肽结合使用在诺和诺德2期临床试验显示治疗肥胖症26周的减重效果达到10.8%。